# Тимо Иляшев
Тимо Коцев Иляшев е български революционер, деец на Вътрешната македоно-одринска революционна организация и Вътрешната македонска революционна организация.

## Биография
Роден е през или около 1878 година в струмишкото село Попчево, тогава в Османската империя, днес в Северна Македония. През 1902 година се присъединява към ВМОРО и е куриер и милиционер. През 1904 година като милиционер от Попчево участва в двете сражения при струмишкото село Куклиш, едното на четата на Кръстьо Новоселски, а другото на четата на Христо Чернопеев. Същата година попчевските милиционери се присъединяват към четата на войводата Хаджи Иван след заповед на струмишкия околийски комитет и участват в сражение с турски части след като четата поставя засада за да убие струмишкия каймакам. Участва и в сражение на четата на Новоселски на Маркова чешма, където падат убити 33 албанци гонители.
Продължава революционната си дейност и в Кралство Югославия, за което е малтретиран от властите, които изгарят къщата му и арестуват един от синовете му, който лежи 8 години затвор в Ужице.
На 16 април 1943 година, като жител на Попчево, подава молба за българска народна пенсия. Молбата е одобрена и пенсията е отпусната от Министерския съвет на Царство България.